# Equipe bielorrussa na Copa Billie Jean King
A equipe bielorrussa na Copa Billie Jean King representa Bielorrússia na Copa Billie Jean King, principal competição de tênis feminina por equipes do mundo. É administrada pela Belarus Tennis Association.
Foi suspensa em 2022, e mantém esse status, por ser aliada da Rússia na invasão da Ucrânia.

## História
O Bielorrússia competiu pela primeira vez em 1994, depois do fim e desembramento da União Soviética. Seu melhor resultado foi o vice-campeonato de 2017.

## Última escalação
Para as Finais de 2021, em novembro:
- Aliaksandra Sasnovich
- Yuliya Hatouka
- Iryna Shymanovich
- Vera Lapko
- Lidziya Marozava